# Gonoglasa nigripalpis
Gonoglasa nigripalpis är en fjärilsart som beskrevs av Walker 1864. Gonoglasa nigripalpis ingår i släktet Gonoglasa och familjen nattflyn. Inga underarter finns listade i Catalogue of Life.